# Android Lollipop
Android Lollipop (versione 5) è un nome in codice per il sistema operativo mobile Android sviluppato da Google, con le versioni che vanno da 5.0 a 5.1.1. Presentato il 25 giugno 2014 alla conferenza Google I/O 2014, è diventato disponibile tramite aggiornamenti ufficiali over-the-air (OTA) il 12 novembre 2014, per dispositivi selezionati che eseguono distribuzioni di Android servite da Google (come Nexus e dispositivi Google Play edition). Il suo codice sorgente è stato reso disponibile il 3 novembre 2014. È il quinto aggiornamento principale e la dodicesima versione di Android.
Uno dei cambiamenti più importanti nella versione Lollipop è un'interfaccia utente riprogettata costruita attorno a un linguaggio di progettazione noto come Material Design, che è stato realizzato per mantenere un'interfaccia simile alla carta. Altre modifiche includono miglioramenti alle notifiche, a cui è possibile accedere dalla schermata di blocco e visualizzate all'interno delle applicazioni come banner in alto allo schermo. Google ha anche apportato modifiche interne alla piattaforma, con Android Runtime (ART) che ha sostituito ufficialmente Dalvik per migliorare le prestazioni delle applicazioni e con modifiche intese a migliorare e ottimizzare l'utilizzo della batteria.
Ad ottobre 2018, le statistiche pubblicate da Google indicano che le versioni di Lollipop hanno una quota del 17,9% combinata di tutti i dispositivi Android che accedono a Google Play.
Successivamente a Lollipop, viene pubblicato Marshmallow nell'ottobre 2015.

## Sviluppo
L'uscita è stata denominata in codice "Lemon Meringue Pie". Android 5.0 è stato svelato per la prima volta con il nome in codice "Android L" il 25 giugno 2014 durante una presentazione principale alla conferenza degli sviluppatori I/O di Google. Oltre Lollipop, la presentazione si è concentrata su una serie di nuove piattaforme e tecnologie orientate basate su Android, tra cui Android TV, la piattaforma Android Auto, Android Wear, e la piattaforma di monitoraggio della salute Google Fit.
Parte della presentazione è stata dedicata a un nuovo linguaggio di design multipiattaforma denominato "Material Design". Esso è un design con maggiore utilizzo di animazioni reattive e transizioni, imbottiture, ed effetti di profondità come l'illuminazione ed ombre. Il designer Matías Duarte ha spiegato che "a differenza della vera carta, il nostro material digitale può espandere e riformare in modo intelligente. Il Material Design ha superfici fisiche e bordi, le cuciture e le ombre danno senso a ciò che si può toccare." Il linguaggio di progettazione dei material non sarà utilizzato solo su Android, ma anche sulla suite di software Web di Google, fornendo un'esperienza coerente su tutte le piattaforme.

## Funzioni
Android 5.0 introduce un sistema di notifica aggiornato. Le singole notifiche vengono ora visualizzate su schede per aderire al linguaggio di progettazione del material e gruppi di notifiche possono essere raggruppati dall'app che li ha prodotti. Le notifiche vengono ora visualizzate sullo schermo di blocco come schede e le notifiche "testa a testa" possono anche essere visualizzate come grandi banner nella parte superiore dello schermo, insieme ai rispettivi pulsanti di azione. Viene aggiunta anche una funzione non disturbare per le notifiche. Il menù delle app recenti è stato ridisegnato per utilizzare una pila tridimensionale di schede per rappresentare le app aperte. Le singole app possono anche visualizzare più schede nel menu delle app recenti, ad esempio per le schede aperte di un browser Web.
Lollipop contiene anche nuove importanti funzionalità alla piattaforma per gli sviluppatori, con oltre 5.000 nuove API aggiunte per l'uso da parte delle applicazioni. Ad esempio, c'è la possibilità di salvare le foto in un formato di immagine non elaborato. Inoltre, la macchina virtuale Dalvik è stata ufficialmente sostituita da Android Runtime (ART), che è un nuovo ambiente di runtime che è stato introdotto come anteprima tecnologica in KitKat. ART è un runtime multipiattaforma che supporta le architetture x86, ARM e MIPS in ambienti a 32 e 64 bit. A differenza di Dalvik, che utilizza la compilazione just-in-time (JIT), ART compila app al momento dell'installazione, che vengono quindi eseguite esclusivamente dalla versione compilata da quel momento in poi. Questa tecnica rimuove il sovraccarico di elaborazioni associato al processo JIT, migliorando le prestazioni del sistema.
Lollipop mira anche a migliorare il consumo della batteria attraverso una serie di ottimizzazioni note come "Project Volta". Tra le sue modifiche ci sono una nuova modalità di risparmio della batteria, API di pianificazione del lavoro che possono limitare alcune attività a verificarsi solo tramite Wi-Fi e il batch di attività per ridurre il tempo complessivo in cui le radio interne sono attive. Il nuovo strumento per sviluppatori chiamato "Battery Historian" può essere utilizzato per tracciare il consumo della batteria da parte delle app durante l'uso. Le API di Android Extension Pack offrono anche funzioni grafiche come i nuovi shader, con l'obiettivo di fornire grafica a livello PC per i giochi 3D su dispositivi Android.
Un certo numero di funzionalità orientate all'impresa a livello di sistema sono state introdotte anche con il banner "Android for Work". Inizialmente, il framework di sicurezza Samsung Knox doveva essere utilizzato come base per "Android for Work", ma invece Google ha scelto di utilizzare la propria tecnologia per separare i dati personali e orientati al lavoro su un dispositivo, insieme alle API di accompagnamento per la gestione del ambiente.  Con la funzione "Smart Lock", i dispositivi possono anche essere configurati in modo che gli utenti non debbano eseguire lo sblocco del dispositivo con un PIN o un segno quando si trovano in una posizione usuale o in prossimità di un dispositivo Bluetooth o tag NFC riconosciuti. Lollipop avrebbe dovuto, inoltre, avere la crittografia del dispositivo abilitata di default su tutti i dispositivi capaci; tuttavia, a causa di problemi di prestazioni, questo cambiamento è stato rinviato al suo successore, Android Marshmallow.

## Pubblicazione
Un'anteprima sviluppatore di Android L, in build LPV79, fu pubblicata per il Nexus 5 e il Nexus 7 2013 il 26 giugno 2014 sotto forma di immagini flashabili. Il codice sorgente per i componenti con licenza GPL dell'anteprima sviluppatore fu distribuito tramite Android Open Source Project (AOSP) nel luglio 2014. Una seconda build di anteprima sviluppatore, la LPV81C, fu pubblicata il 7 agosto 2014, insieme alla versione beta della piattaforma Google Fit e dell'SDK. Come con la build precedente, la seconda build di anteprima sviluppatori è disponibile solo per Nexus 5 e Nexus 7 2013.
Il 15 ottobre 2014, Google ha annunciato ufficialmente che Android L si sarebbe chiamato Android 5.0 "Lollipop". La società ha anche presentato i dispositivi di lancio per Android 5.0 includendo il Nexus 6 e il Nexus 9, il 3 novembre 2014. Google ha dichiarato che i Nexus (inclusi i dispositivi Nexus 4, 5, 7 e 10) e i Google Play Edition avrebbero ricevuto l'aggiornamento a Lollipop nelle settimane a venire; un'ulteriore build di anteprima sviluppatori per dispositivi Nexus e la nuova revisione SDK per gli sviluppatori di applicazioni sarà pubblicata il 17 ottobre 2014. Le pianificazioni degli aggiornamenti per dispositivi Android di terze parti potrebbero variare a seconda del produttore.
Il codice sorgente completo di Android 5.0 è stato inviato ad AOSP il 3 novembre 2014, consentendo agli sviluppatori e agli OEM di iniziare a produrre le proprie build del sistema operativo. Il 2 dicembre 2014, le immagini di fabbrica per smartphone e tablet Nexus sono state aggiornate alla versione 5.0.1, che introduce alcuni bug risolti, e un bug grave che riguarda i dispositivi Nexus 4 e impedisce all'audio di funzionare durante le telefonate. Una versione Lollipop 5.0.2 (LRX22G) specifica per dispositivo è stata pubblicata per la prima generazione di Nexus 7 il 19 dicembre 2014.
Android 5.1, una versione aggiornata di Lollipop, è stato presentato a febbraio 2015 come parte del lancio indonesiano di Android One ed è precaricato su dispositivi Android One venduti in Indonesia e nelle Filippine. Google ha annunciato ufficialmente la versione 5.1 distribuendo aggiornamenti per dispositivi esistenti il 9 marzo 2015.
Nel 2015, Amazon.com ha adottato Lollipop come sistema operativo per il Fire 5 "Bellini" e per i dispositivi della serie Fire HD di Amazon.